# SINACTRAHO
SINACTRAHO (acrónimo de Sindicato Nacional de Trabajadores y Trabajadoras del Hogar) es una organización fundada en 2015 con el objetivo de defender los derechos de los trabajadores y trabajadoras del hogar en México. La organización está afiliada a la Unión Nacional de Trabajadores de México (UNT) y forma parte de la Federación Internacional de Trabajadores del Hogar (FITD).

## Fundación y objetivos
La asamblea constitutiva de SINACTRAHO se celebró en agosto de 2015 con la participación de trabajadores y trabajadoras del hogar de los estados de Puebla, Colima, Chiapas, el Estado y la Ciudad de México. Es el primer sindicato legalmente constituido en México que centra sus actividades en el trabajo del hogar. Sus objetivos incluyen la defensa de los derechos laborales, la no discriminación, la erradicación de la violencia laboral y de género y una mayor valoración económica y social del trabajo del hogar remunerado en México. SINACTRAHO está afilada a la Unión Nacional de Trabajadores de México (UNT), una de las mayores federaciones sindicales del país, y es una organización fundadora de la Federación Internacional de Trabajadores del Hogar (FITD).
Entre sus fundadoras se encuentran la activista social mexicana Marcelina Bautista, trabajadora del hogar desde que tenía 14 años de edad. La organización fue creada en estrecha colaboración con el Centro de Apoyo y Capacitación para Empleadas del Hogar (CACEH), que desde el año 2000 funciona como un espacio de enseñanza, aprendizaje y desarrollo personal de las mujeres que se dedican al trabajo del hogar remunerado.

## Actividades
Entre las principales reivindicaciones que plantea la organización se encuentran la incorporación de las trabajadoras del hogar al régimen obligatorio de la seguridad social, el acceso a guarderías, a la cobertura de atención de enfermedades crónicas y la ratificación por parte del México del Convenio 189 de la OIT sobre el trabajo decente para las trabajadoras y los trabajadores domésticos. Dicha ratificación se produjo finalmente a finales de 2019.
Desde 2018, cuando la Suprema Corte de Justicia de la Nación (SCJN) falló hacer efectivo el derecho de las trabajadoras del hogar a contar con seguridad social, SINACTRAHO asesora a empleadas de este sector y a las personas que las contratan sobre este procedimiento.
Con ocasión del éxito que obtuvo la película Roma, SINACTRAHO estableció en 2019 una colaboración con el cineasta mexicano Alfonso Cuarón para reivindicar una mejora en las condiciones laborales de las trabajadoras del hogar. La organización organizó proyecciones de la película y estuvo presente en la ceremonia de los premios Óscar.